# Salado (Texas)
Salado ist eine Ortschaft (Village) im Bell County im Bundesstaat Texas der Vereinigten Staaten. Das U.S. Census Bureau hat bei der Volkszählung 2020 eine Einwohnerzahl von 2394 ermittelt.

## Geografie
Die 44,1 km² große Stadt liegt am Salado Creek, östlich der Interstate 35 zwischen Waco und Austin.

## Demografische Daten
Nach der Volkszählung im Jahr 2000 lebten hier 3.475 Menschen in 1.382 Haushalten und 1.112 Familien. Die Bevölkerungsdichte betrug 78,8 Einwohner pro km². Ethnisch betrachtet setzte sich die Bevölkerung zusammen aus 92,37 % weißer Bevölkerung, 0,26 % Afroamerikanern, 0,63 % amerikanischen Ureinwohnern, 0,60 % Asiaten, 0,06 % Bewohnern aus dem pazifischen Inselraum und 5,15 % aus anderen ethnischen Gruppen. Etwa 0,92 % waren gemischter Abstammung und 8,66 % der Bevölkerung waren spanischer oder lateinamerikanischer Abstammung.
Von den 1.382 Haushalten hatten 29,7 % Kinder unter 18 Jahre, die im Haushalt lebten. 72,1 % davon waren verheiratete, zusammenlebende Paare. 6,3 % waren allein erziehende Mütter und 19,5 % waren keine Familien. 16,9 % aller Haushalte waren Singlehaushalte und in 8,7 % lebten Menschen, die 65 Jahre oder älter waren. Die Durchschnittshaushaltsgröße betrug 2,51 und die durchschnittliche Größe einer Familie belief sich auf 2,81 Personen.
22,4 % der Bevölkerung waren unter 18 Jahre alt, 5,5 % von 18 bis 24, 23,0 % von 25 bis 44, 31,3 % von 45 bis 64, und 17,9 % die 65 Jahre oder älter waren. Das Durchschnittsalter war 44 Jahre. Auf 100 weibliche Personen aller Altersgruppen kamen 97,0 männliche Personen. Auf 100 Frauen im Alter von 18 Jahren und darüber kamen 94,0 Männer.
Das jährliche Durchschnittseinkommen eines Haushalts betrug 63.646 US-Dollar (USD), das Durchschnittseinkommen einer Familie 70.667 USD. Männer hatten ein Durchschnittseinkommen von 48.098 USD gegenüber den Frauen mit 26.528 USD. Das Prokopfeinkommen betrug 29.685 USD. 3,8 % der Bevölkerung und 3,0 % der Familien lebten unterhalb der Armutsgrenze. Davon waren 2,5 % Kinder und Jugendliche unter 18 Jahren und 4,5 % waren 65 oder älter.

## Söhne und Töchter
- James E. Ferguson, von 1915 bis 1917 Gouverneur des Bundesstaates Texas